# Stalkya
Stalkya é um género botânico pertencente à família das orquídeas (Orchidaceae).